# Stenochrus chimalapas
Espèce
Stenochrus chimalapas est une espèce de schizomides de la famille des Hubbardiidae.

## Distribution
Cette espèce est endémique d'Oaxaca au Mexique. Elle se rencontre dans la grotte Cueva de Escolapa à Santa María Chimalapa.

## Description
Le mâle holotype mesure 3,04 mm, les mâles mesurent de 2,84 à 3,76 mm et les femelles de 2,80 à 3,88 mm.

## Étymologie
Son nom d'espèce lui a été donné en référence au lieu de sa découverte, Santa María Chimalapa.

## Publication originale
- Monjaraz-Ruedas & Francke, 2018 : Five new species of Stenochrus (Schizomida: Hubbardiidae) from Oaxaca, Mexico. Zootaxa, no 4374(2), p. 189-214.